# 鮈楚克拉虫
鮈楚克拉虫（学名：Zschokkella gobioe）为两极科楚克拉虫属的动物。在中国，分布于新疆等，营寄生生活，寄生在犬首鮈的肾。